# Дериндже
Дериндже (тур. Derince) — город и район в провинции Коджаэли (Турция).